# Marco Saviozzi

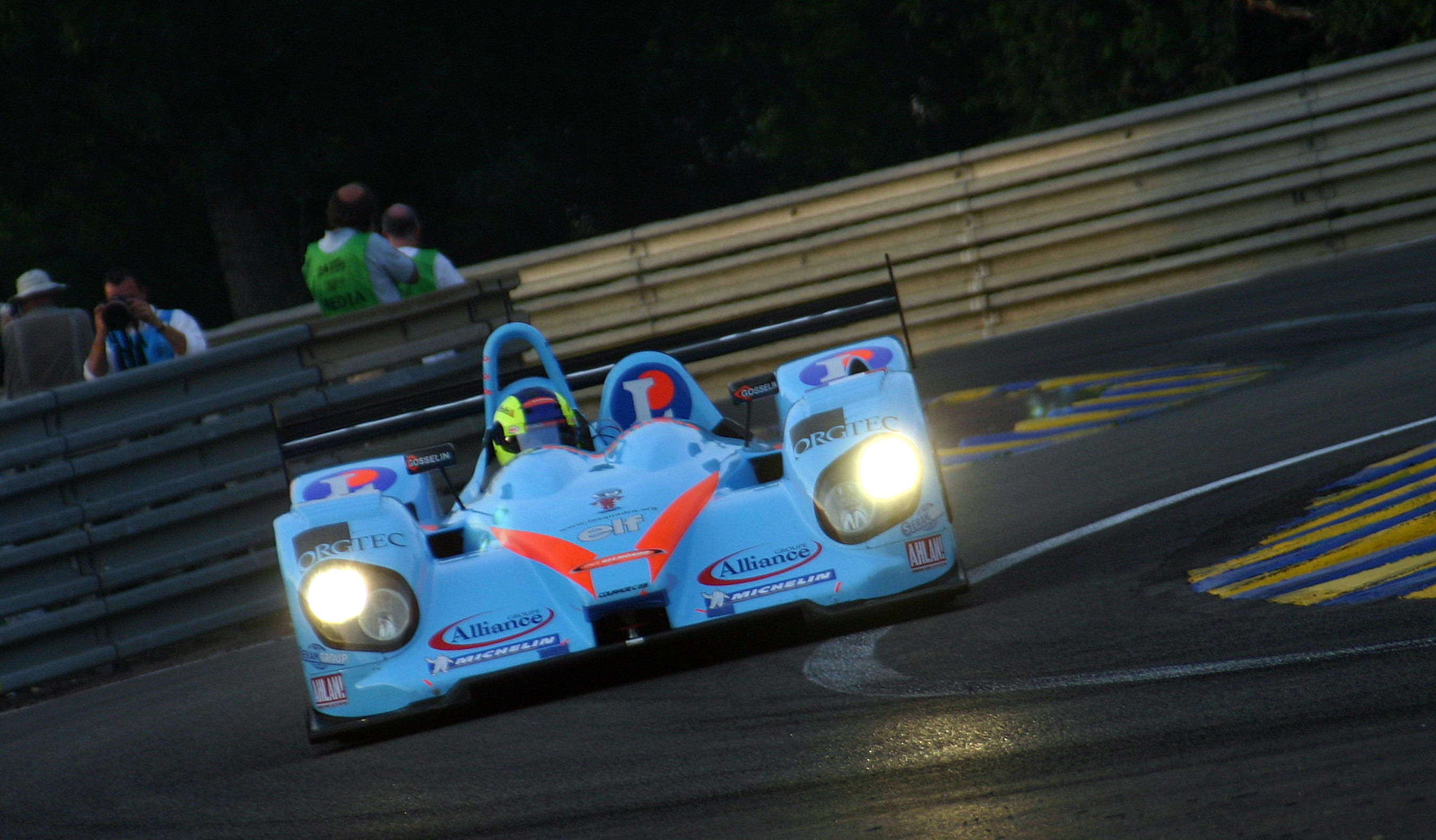
Der Courage C65 von Paul Belmondo, Claude-Yves Gosselin und Marco Saviozzí beim 24-Stunden-Rennen von Le Mans 2004

Marco Saviozzi (* 27. September 1960 in Paris) ist ein ehemaliger französischer Autorennfahrer.

## Karriere im Motorsport
Marco Saviozzi war in den 2000er-Jahren als GT- und Sportwagenpilot aktiv. Er fuhr Rennen in den nationalen GT-Meisterschaften von Frankreich, Italien und Spanien. Sein größter Erfolg war der Sieg beim 2-Stunden-Rennen von Barcelona 2003, einem Wertungslauf der spanischen GT-Meisterschaft dieses Jahres.
2004 bestritt er für das Rennteam von Paul Belmondo eine komplette Saison in der European Le Mans Series und ging außerdem beim 24-Stunden-Rennen von Le Mans an den Start. Bei all diesen Einsätzen gelang ihm keine Zielankunft.

## Statistik

### Le-Mans-Ergebnisse
| Jahr | Team                 | Fahrzeug    | Teamkollege   | Teamkollege          | Platzierung | Ausfallgrund |
| ---- | -------------------- | ----------- | ------------- | -------------------- | ----------- | ------------ |
| 2004 | Paul Belmondo Racing | Courage C65 | Paul Belmondo | Claude-Yves Gosselin | Ausfall     | Unfall       |